# Trupanea porteri
Trupanea porteri
 es una especie de insecto díptero que Seguy describió científicamente por primera vez en el año 1933.
Esta especie pertenece al género Trupanea de la familia Tephritidae.